# West Fourth Street–Washington Square (metro de Nueva York)
La Calle Cuarta Oeste–Washington Square es una estación de la línea de la Sexta Avenida y la línea de la Octava Avenida del metro de la ciudad de Nueva York, localizada en la intersección de la Calle Cuarta Oeste y la Sexta Avenida en Greenwich Village, Manhattan. Es operada todo el tiempo por los trenes de los servicios A, E, D y F; los días de semana por los trenes B y V; y por los trenes C todo el tiempo a excepción de los viajes nocturnos.

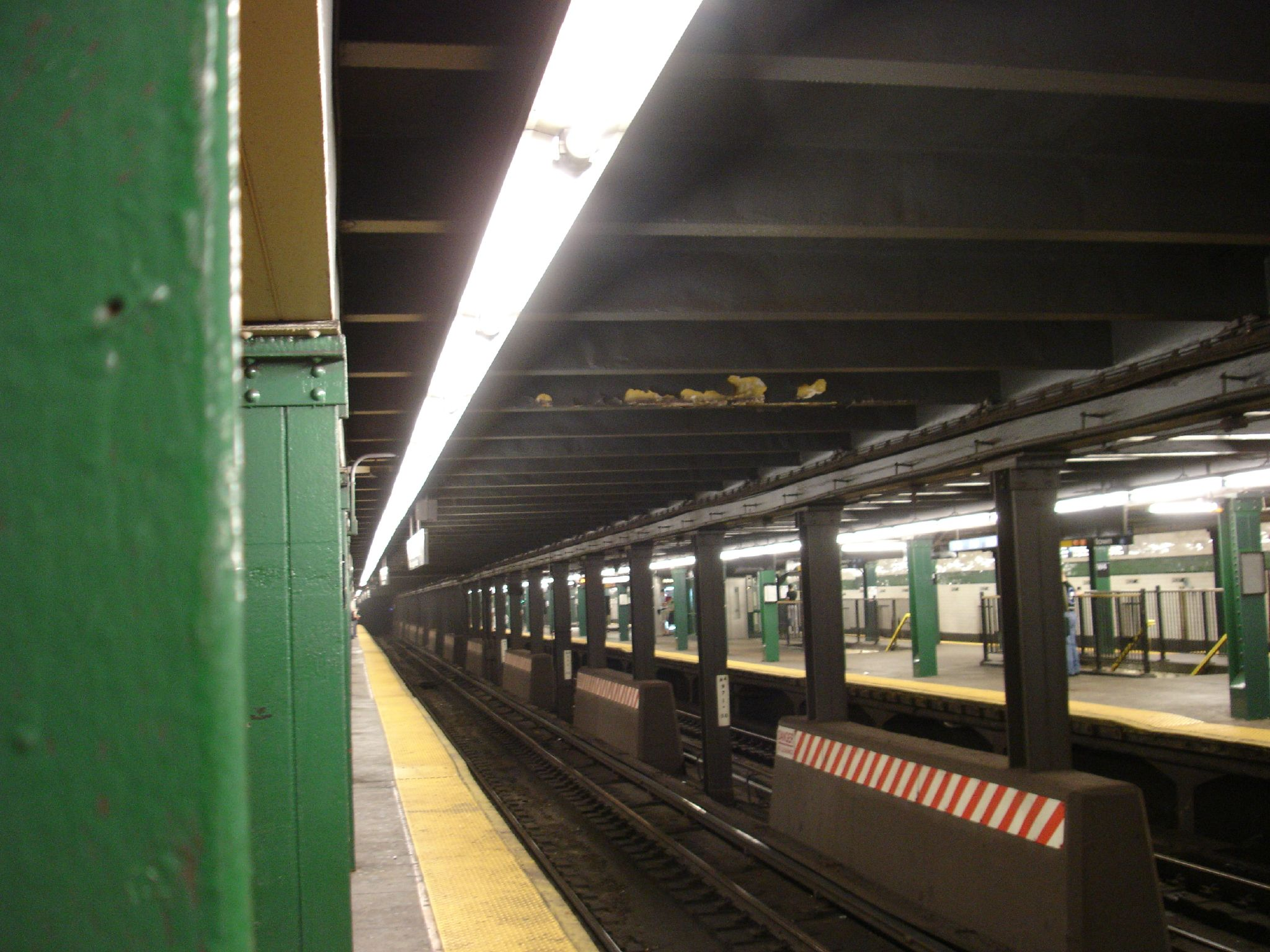
El nivel superior.

Esta estación de dos niveles fue construida por el IND como un punto principal de transferencia entre las dos líneas troncales de Manhattan. Cada nivel tiene dos plataformas centrales y cuatro vías; el nivel superior es servida por la línea de la Octava Avenida y el nivel inferior por la línea de la Sexta Avenida, con un mezanine entre los dos niveles. En septiembre de 1932 el servicio empezó a operar en el nivel superior. El servicio del nivel inferior empezó en junio de 1936 con un servicio expreso hacia la Segunda Avenida;[cita requerida] sobre el las vías del servicio local de la línea de la Sexta Avenida que empezó a operar en diciembre de 1940.  Las vías expresas de la Sexta avenida fueron construidas después y empezaron a operar el 1 de julio de 1968; antes de eso, las vías expresas en la Calle 34–Herald Square eran usadas como terminal.

El nombre de la estación como "West Fourth Street," o en español como Calle Cuarta Oeste se debe a una confusión de la estación "Fourth Street," del línea de la Segunda Avenida en el puente de Williamsburg, Brooklyn en la cual nunca fue construida.

## Conexiones de autobuses
- M5
- M6
- M8

## Puntos de interés
- Washington Square Park
- West 4th Street Courts
- West Village